# La Diada del Sí
La Diada del Sí fue una concentración que se llevó a cabo entre el paseo de Gracia y la calle Aragón de Barcelona durante el once de septiembre de 2017 con el objetivo de reivindicar la independencia de Cataluña. Fue organizada por la Asamblea Nacional Catalana con la colaboración de Òmnium Cultural. El objetivo, según los organizadores, era representar el signo + (más), en representación de las oportunidades de una nueva eventual República Catalana. El acto estuvo muy relacionado con el referéndum de independencia convocado por el Gobierno de Cataluña el siguiente uno de octubre. La Guardia Urbana de Barcelona cifró los asistentes en 1 000 000, a pesar de que la Delegación del Gobierno de España en Cataluña cifró la asistencia en 350 000 asistentes.

## Historia

### Años anteriores
Históricamente el Día de Cataluña ha servido al colectivo secesionista catalán para reclamar la independencia de Cataluña. En 2012 la manifestación «Cataluña, nuevo estado de Europa» reunió entre 600 000 y 1 500 000 personas que reclamaban la independencia. El siguiente año se organizó la Vía Catalana, que emulaba la Vía Báltica realizada en 1989 para pedir la independencia de los Países Bálticos.
En 2014, se organizó una gran manifestación en Barcelona, conocida con el nombre de Vía Catalana 2014, donde más de un millón y medio de personas se congregaron en la Avenida de la Diagonal y en la Gran Vía de las Cortes Catalanas, formando una V para pedir la independencia de Cataluña. Un año después se realizó una gran concentración en Barcelona, conocida con el nombre de Via Lliure a la República Catalana. En 2016 la celebración se diversificó, bajo el lema A punt se organizaron varias concentraciones en Barcelona, Berga, Lérida, Salt y Tarragona. La Diada de 2017 tuvo lugar una vez aprobado por el Parlamento de Cataluña la Ley del referéndum de autodeterminación de Cataluña. Esta ley fue recurrida ante el Tribunal Constitucional por el Presidente del Gobierno y el pleno de dicho tribunal acordó su suspensión cautelar el 7 de septiembre.

## Desarrollo del acto

### Movilidad, accesos y transporte

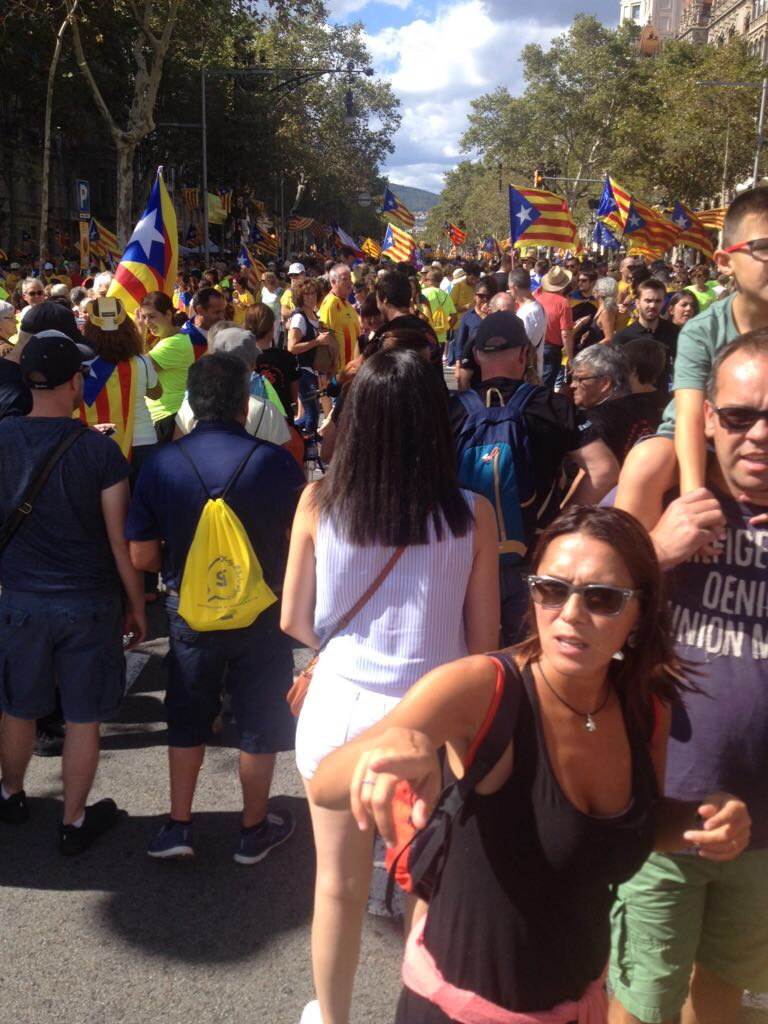
Ambiente en la calle dos horas antes de la concentración

Debido a la masiva afluencia prevista y para favorecer la asistencia se promovió el uso del transporte público o en grupo para atender al acto. La asociación independentista Asamblea Nacional Catalana contrató 1.800 autocares privados. En cuanto al Metro de Barcelona, TMB preparó un dispositivo específico entre las 14:00 y las 20:30, aumentando a un 50% los convoyes de metro a las líneas 1, 2, 3, 4 y 5, a pesar de que recomendó que, a partir de las cuatro de la tarde, no se usaran las paradas de paseo de Gràcia (L2, L3 y L4), Diagonal (L3 y L5) y plaza de Cataluña (L1 y L3).
Los Ferrocarriles de la Generalidad reforzaron sus líneas metropolitanas. La línea Barcelona-Vallès ofreció un servicio especial desde las 11 de la mañana. Los convoyes de la línea L6-Sarrià ampliaron el servicio hasta la S5-Sant Cugat. La línea Llobregat-Noya ofreció un servicio especial. Los trenes pasaron a tener seis vagones.
La manifestación afectó al recorrido de treinta y cuatro líneas de autobuses de TMB, incluido el Bus Turístico. En cuanto al transporte por carretera, los accesos en la zona se cortaron parcialmente a las 12:00 y totalmente entre las 15:00 y las 20:00. El Ayuntamiento de BCN habilitó aparcamientos en vías amplias de la ciudad.

### Tramos
Los asistentes a la manifestación estaban llamados a registrarse en cada uno de los tramos que se habilitaron para ello, dependiendo de su lugar de origen. Los tramos se dividieron en cuatro colores, siendo estos los siguientes: Montaña, Besòs, Mar y Llobregat. El domingo 10 de septiembre se llegó a la cifra de 400 000 inscritos en el acto. Los organizadores convocaron los manifestantes a las 16:00, y el acto empezó unos minutos antes de las cinco de la tarde.
| Color    | Tema      | Tramos  | Territorios | Imagen |
| -------- | --------- | ------- | --- | ------ |
| Verde    | Montaña   | 101-112 | Vallés Occidental, Osona, Ripollés, Lluçanès, Bages, Moyanés, Solsonés, Noya, Bergadá |        |
| Naranja  | Besòs     | 201-212 | Vallés Oriental, La Selva, Gironés, Garrocha, Pla de l'Estany, Bajo Ampurdán, Alto Ampurdán, Cataluña Norte |        |
| Azul     | Mar       | 301-312 | El Maresme, Alto Panadés, Bajo Panadés, Garraf, Bajo Llobregat, Países Catalanes, Cataluña Exterior |        |
| Amarillo | Llobregat | 401-412 | Pallars Jussá, Pallars Sobirá, Alta Ribagorza, Valle de Arán, Alto Urgell, Cerdaña, Segriá, Litera, Noguera, Bajo Cinca, Urgel, Segarra, Las Garrigas, Plana de Urgel, Tarragonés, Bajo Campo, El Priorato, Alto Campo, Cuenca de Barberá, Tierra Alta, Ribera de Ebro, Montsiá y Bajo Ebro |        |

### Representación
Los organizadores invitaron a los asistentes a vestirse con camisetas de anteriores celebraciones, de otras causas sociales, como un símbolo de la diversidad de motivaciones para manifestarse. A las 17:00, se desplegaron cuatro pancartas en cada uno de los extremos de la cruz, que fueron avanzando hacia el centro a las 17 horas y 14 minutos. A medida que iban avanzando las pancartas, los manifestantes se fueron poniendo unas camisetas de color amarillo fluorescente, que fueron creadas específicamente para esta fiesta. El color se eligió para homenajear la figura de los voluntarios, que a menudo llevan un chaleco amarillo. La movilización acabó con los discursos de las diversas entidades organizadoras.

### Parlamentos y actuaciones
Una vez las pancartas llegaron al centro de la cruz, que estaba situada en el escenario principal, ubicado en Plaza Cataluña, el saxofonista Pep Poblet interpretó el Cant dels ocells (el canto de los pájaros) en honor a las víctimas de los ataques del 17 de agosto. Más adelante, el Orfeón Catalán interpretó Els Segadors, que fue seguido de una pequeña actuación de Els Amics de les Arts. A continuación tuvieron lugar varios parlamentos, entre los cuales destacaron el de Jordi Sánchez, Jordi Cuixart y Neus Lloveras, dirigentes de la Asamblea, Òmnium Cultural y la Asociación de Municipios por la Independencia, respectivamente. Concluyeron el acto interpretaciones de la Compañía Eléctrica Dharma y de Josep Maria Mainat. El acto fue presentado por Quim Masferrer y Marta Marco.

### XVII Fiesta por la Libertad
Posteriormente Òmnium Cultural organizó un concierto en el Paseo de Lluís Companys, a tocar del Arco del Triunfo de Barcelona, donde durante todo el día hubo una representación de las distintas entidades. El acceso era libre y tuvieron lugar actuaciones de Judit Neddermann, Jarabe de Palo, Txarango, Els Pets y Green Valley.

## Cobertura mediática
Las cadenas públicas autonómicas de televisión (TV3 y el canal 3/24) ofrecieron varios programas especiales en directo desde la Plaza de Cataluña. A partir de las 16:00 y hasta las 21:00, TV3 y el 3/24 emitieron un programa especial informativo sobre la Diada, conducido por Ramon Pellicer y Carles Prats. El programa contó con varios analistas, como Elisenda Paluzie, Francesc Sànchez y Rafa López, entre otros. 8TV, a su vez, ofreció una programación especial desde el estudio, presentada por Jordi Armenteras y Laura Rosel, con conexiones en directo e imágenes del recorrido.
En cuanto a la radio, las dos cadenas mayoritarias en Cataluña (Catalunya Ràdio y RAC 1) ofrecieron programación especial durante todo el día. En Catalunya Ràdio Mònica Terribas, Òscar Fernández y Roger Escapa, todos desde la Plaza de Cataluña, cubrieron la manifestación, con conexiones móviles de Núria Oriol y Laia Claret situadas en diferentes puntos del Ensanche y Victoria Vilaplana desde la azotea del Palau Robert. También hicieron conexiones desde Madrid con Albert Calatrava, y Cèlia Quintana cubrió aspectos viarios. La tertulia estuvo formada por Julià de Jòdar, Joan Puigcercós, Manuel Milián Mestre, Joan Subirats, Francesc de Dalmases y Laia Bonet. RAC 1 ofreció un programa especial por la tarde con Jordi Basté, Toni Clapés, Xavi Bundó y Agnès Marqués.

### Repercusión internacional
A escala internacional, el acto fue cubierto de diversos medios de comunicación internacionales, como el diario The New York Times, Le Monde, The Guardian o la BBC, entre muchos otros. Diferentes diarios como por ejemplo The Guardian se hacían eco de la cifra del millón de manifestantes. France TV y Le Figaro destacaron la manifestación por la independencia a tres semanas del referéndum sobre la independencia del 1 de octubre. El diario Libération también informó de las manifestaciones precedentes a esta. The Washington Post contextualizó también la manifestación dentro del referéndum.

### Redes sociales
Durante el día, se hizo un uso extensivo de las redes sociales en internet con el fin de promocionar el evento.